# أشلي جايلز
أشلي جايلز (19 مارس 1973 في المملكة المتحدة - ) (بالإنجليزية: Ashley Giles)‏ هو لاعب كريكت بريطاني. شارك مع منتخب إنجلترا للكريكت. أما مع النوادي، فقد لعب مع نادي وارويكشاير للكريكيت ‏.

## وصلات خارجية
- أشلي جايلز على موقع إي آس بي آن كريك إنفو (الإنجليزية)